# Зерсхайм
Зерсхайм (нем. Sersheim) — община в Германии, в земле Баден-Вюртемберг. 
Подчиняется административному округу Штутгарт. Входит в состав района Людвигсбург.  Население составляет 5262 человека (на 31 декабря 2010 года). Занимает площадь 11,48 км².

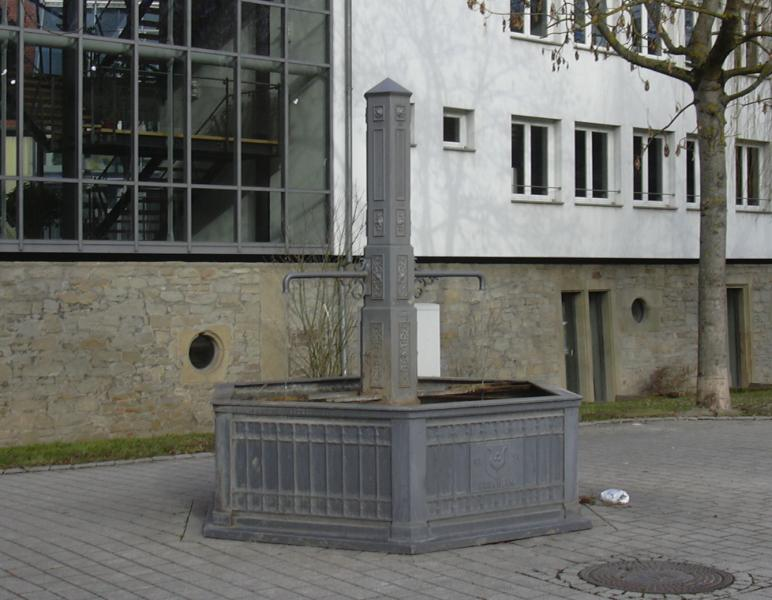
Зерсхайм